# Escut d'Ordis
L'escut d'Ordis representa els símbols del municipi d'Ordis (Alt Empordà): unes espigues d'ordi com a senyal parlant al·lusiu al nom de la localitat, i uns rocs d'atzur sobre camper d'or que són les armes dels Rocabertí, comtes de Peralada, que eren els senyors del poble.

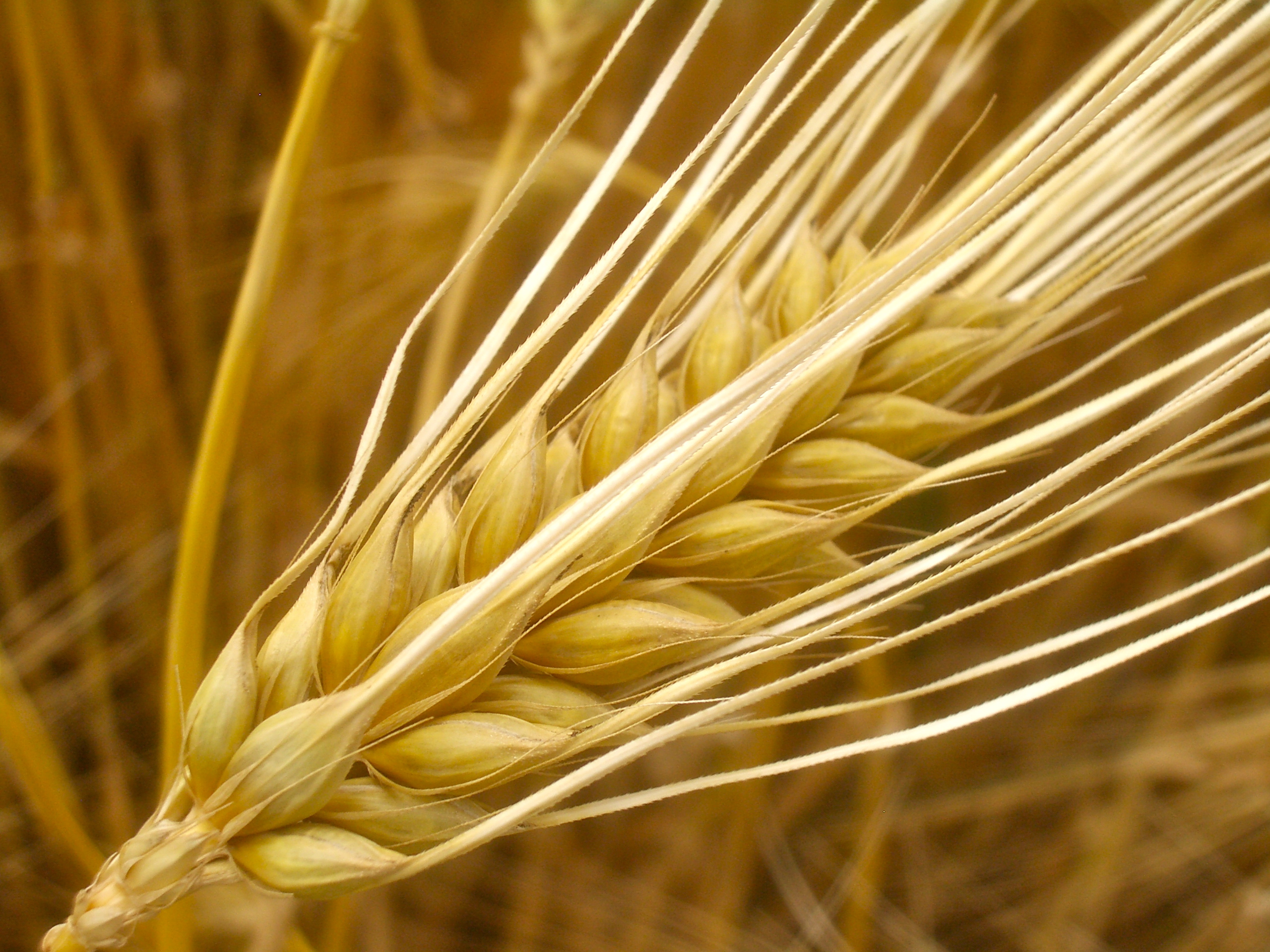
Espiga d'ordi
Escut dels Rocabertí

## Escut heràldic
L'escut té el següent blasonament oficial:
| « | Escut caironat: de gules, 2 espigues esfullades d'ordi d'or; la bordura d'or carregada de 4 rocs d'atzur, un a cada angle del cairó. Per timbre una corona mural de poble. | » |

Va ser aprovat el 4 d'agost de 1987 i publicat al DOGC el 14 de setembre del mateix any amb el número 889.

## Bandera d'Ordis
La bandera d'Ordis té la següent descripció oficial:
| « | Bandera apaïsada, de proporcions dos d'alt per tres d'ample, vermella, amb una bordura groga d'amplada d'1/6 de l'alt del drap, carregada a cada angle d'un roc blau d'altura d'1/7 i separat dels extrems per 1/42; el camper vermell carregat de dues espigues estilitzades d'ordi de color groc paral·leles entre si i col·locades, la primera damunt la diagonal que va des de l'angle superior del pal fins al principi del 3r terç de la part inferior del drap, i la segona damunt la diagonal que va des del principi del 2n terç de la part superior del drap fins a l'angle inferior del vol. | » |

Va ser aprovada el 21 de juny de 1995 i publicada en el DOGC el 12 de juliol del mateix any amb el número 2074.